# ディンデン通り
ディンデン通り(ディンデンどおり、Din Daeng Road)は、タイのバンコクにある道路。戦勝記念塔の東側でラチャウィティ通りがディンデン通りとラチャプラロップ通りに分かれる。そこから若干北寄りに回るような形で東進し、ラッチャダーピセーク通りと交差し、その先はラーマ9世通りとなる。

## 接続する主な道路
- ラチャウィティ通り
- ラチャプラロップ通り
- ラーマ9世通り
- ラッチャダーピセーク通り （アソーク通り)

## 接続する駅・路線
- ラーマ9世駅（バンコク・スカイトレイン）

## 通り沿いにある施設
- フォーチュン・タウン
- グランド・メルキュール・ホテル